# Durango (Colorado)
Pour les articles homonymes, voir Durango.
La ville de Durango est le siège du comté de La Plata, situé dans le Colorado, aux États-Unis.

## Démographie
Selon le recensement de 2010, Durango compte 16 887 habitants.
| 1890  | 1900  | 1910  | 1920  | 1930  | 1940  |
| ----- | ----- | ----- | ----- | ----- | ----- |
| 2 726 | 3 317 | 4 686 | 4 116 | 5 400 | 5 887 |

| 1950  | 1960   | 1970   | 1980   | 1990   | 2000   |
| ----- | ------ | ------ | ------ | ------ | ------ |
| 7 459 | 10 530 | 10 333 | 11 649 | 12 430 | 13 922 |

| 2010   | - | - | - | - | - |
| ------ | - | - | - | - | - |
| 16 887 | - | - | - | - | - |

## Géographie

### Situation
Située dans la région du sud-ouest des Four Corners, à environ 57 km du Parc national de Mesa Verde, la ville est entourée par les bourgs de Bayfield à l'est et Mancos et Hesperus à l'ouest.
La municipalité s'étend sur 9,96 milles carrés (25,8 km2).

### Climat
Durango a un climat continental humide avec des étés chauds et pas de saison sèche (DFB) selon le système de classification de Koppen. 

### Voies de communication et transports
Durango se situe à 20 minutes de l'aéroport Durango-La Plata County Airport (24 km).

## Histoire
Le mot Durango provient du mot basque « Urango » qui signifie « ville d'eau ». Ce toponyme provient des villes mexicaine et basque du même nom.
Bien avant sa fondation, durant le développement des chemins de fer au XIXe siècle, elle était occupée par les Pueblos, peuple autochtone ancestral. La dénomination « Pueblos » ou « villages , fait référence à la colonisation au cours de laquelle les Espagnols ont nommé les habitants de cette région sans distinction de leur appartenance. Ce nom uniformisateur regroupe cependant différentes tribus dont chacune a sa propre langue, les plus célèbres étant celles des Hopis et des Zuñis.
Le développement de Durango est intimement lié à celui de Silverton qui devient, vers 1874, le centre de nombreux camps miniers et attire l’attention d’une compagnie ferroviaire de Denver. Le premier train exploité par la « Denver & Rio Grande Railroad » roule entre Silverton et Durango en juillet 1882. Si les mines étaient à Silverton, dans le massif des San Juan, le minerai était fondu à Durango, dans la vallée de la Mancos. De là, les précieux métaux partaient vers les marchés de l'Est et la Californie.
Si la ligne cessa son service minier en 1968 ; mais elle continue encore aujourd'hui pour le plaisir des touristes et les nostalgiques de vapeur et de grands espaces.

## Galerie photographique

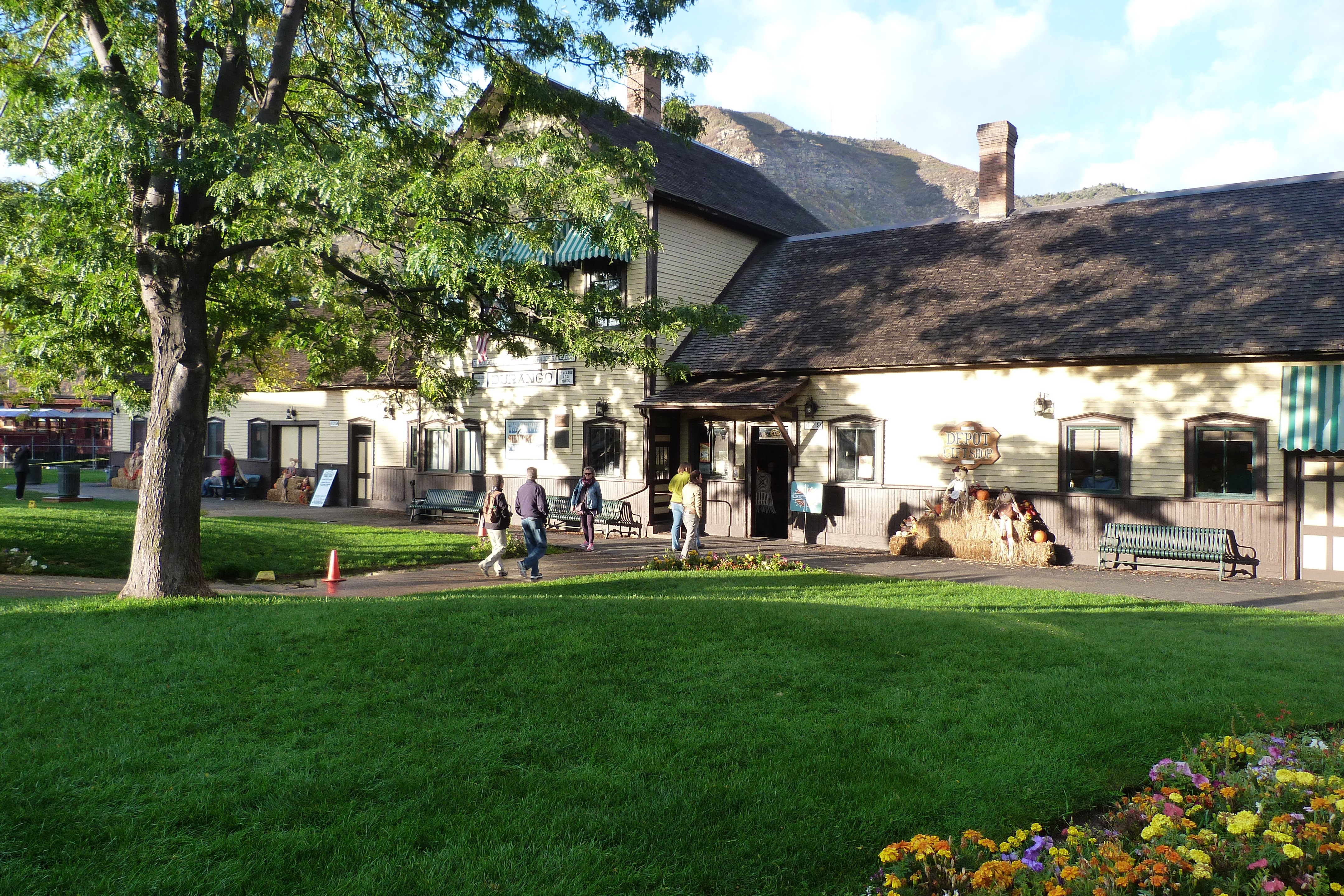
Gare ferroviaire de la ligne...
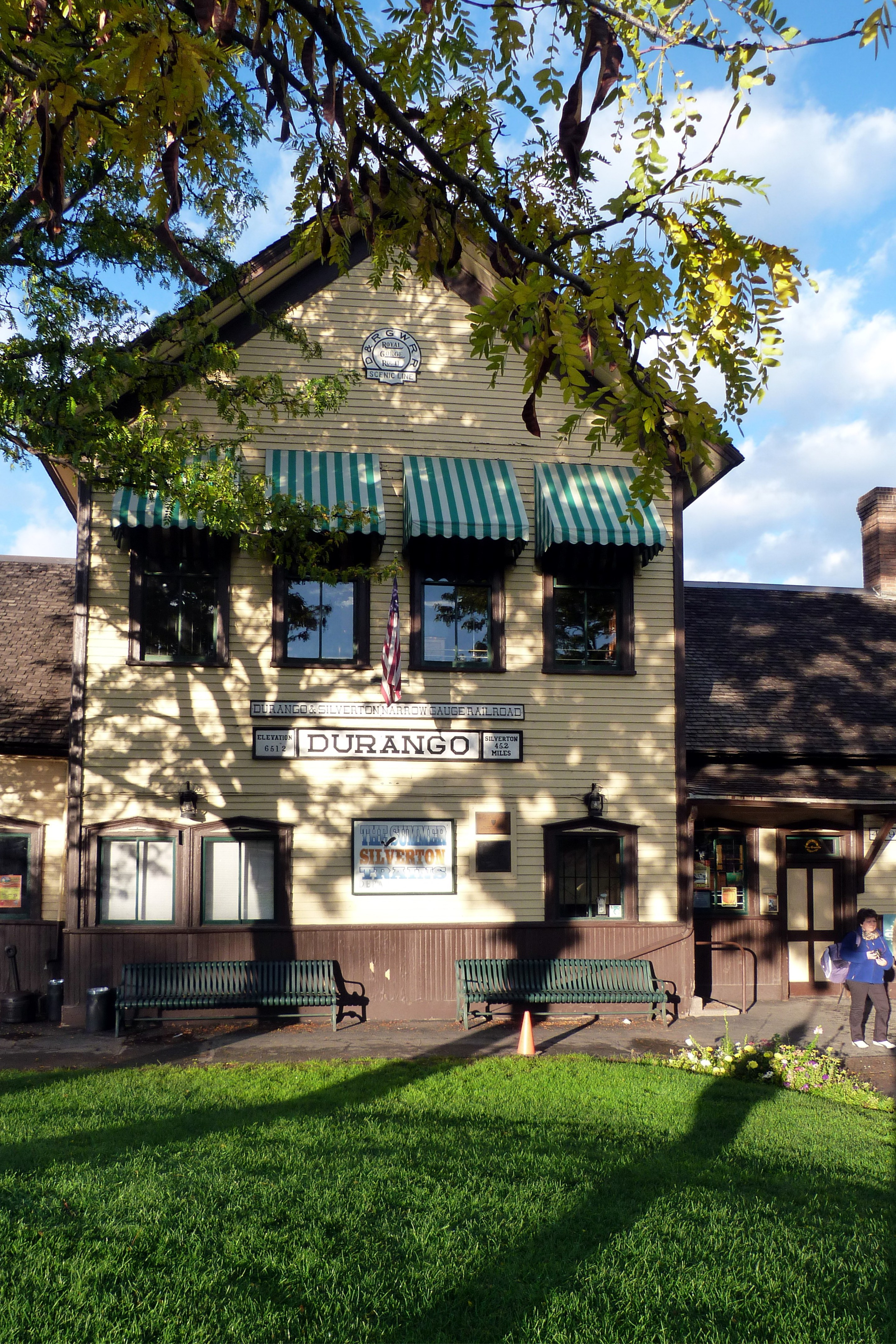
...« The Durango and Silverton Narrow Gauge Railroad (D&SNG) ».